# Кодюкова, Ирина Валентиновна
Ири́на Валенти́новна Кодюко́ва[ударение?] (бел. Ірына Валянцінаўна Кадзюкова; род. 25 июля 1954, Минск) — советский и белорусский режиссёр-мультипликатор, сценарист, художник.

## Биография
С 1971 по 1988 год работала на киностудии «Беларусьфильм» в студии мультипликационных фильмов сначала в качестве художника-фазовщика, затем мультипликатора. В 1974-75 годах училась на курсах художников-мультипликаторов при Киевской студии научно-популярных фильмов. В 1981 году заочно окончила филологический факультет Белорусского государственного университета. Как режиссёр-мультипликатор и художник сделала много мультипликационных вставок для научно-популярных, учебных и художественных фильмов. Как режиссёр-мультипликатор официально дебютировала в ЭМТО «Дебют» при киностудии «Мосфильм» в 1987. С 1988 по 1991 год работала на студии анимационного кино «АБЦ» (Минск). С 1991 — вновь на киностудии «Беларусьфильм». Преподает в Европейском гуманитарном университете

## Награды
- Гран-при на III Международном фестивале анимационных фильмов «Анимаёвка-2000» в Могилёве (Беларусь); Приз жюри за лучший сценарий фильма для детей на V-м Открытом Российском фестивале анимационного кино в Тарусе (Россия, 2000); Приз «Хрустальный аист» на III Национальном кинофестивале белорусских фильмов в Бресте (Беларусь, 2001) за фильм «Удивительный ужин в Сочельник»[4]
- Гран-при IV международного фестиваля анимационного кино «Анимаёвка-2001» за фильм «Притча о Рождестве»[5].
- Приз за выдающуюся поэтическую работу X Международный фестиваль анимационных фильмов «Тиндириндис-2012» (Вильнюс, Литва, 2012)[6][7]
- Приз «Бронзовый Витязь» XXII Международного кинофорума «Золотой Витязь» (Хабаровск, Россия, 2013)[6][7]
- Специальный приз жюри «За изобразительное решение» на XVIII Международном кинофестивале детского и молодёжного анимационного кино «Золотая рыбка» (Геленджик, Россия, 2013)[6][7]
- «Ясный сокол» вошёл в двадцатку лучших фильмов по результатам профессионального рейтинга, составленного членами жюри XVIII Открытого Российского фестиваля анимационного кино в Суздале (Суздаль, Россия, 2013)[8]
- Премия «Золотой орёл» за лучший анимационный фильм (номинация) (2014)[1]
- Премия Союзного государства в области литературы и искусства (2020) — за цикл образовательных анимационных фильмов «Сказки старого пианино»[9].

## Фильмография
Является режиссёром-мультипликатором, сценаристом многих мультипликационных фильмов, в том числе:
- «Ночью в театре» (1989)
- «Святочные рассказы (новеллы „Рождественское“ и „Метель“)» (1994)
- «Девочка со спичками» (1996)
- «Удивительный ужин в Сочельник» (1999)
- «Притча о Рождестве» (2000)
- «Соловей (цикл „Гора самоцветов“)» (2006)
- «Старинная повесть о жизни, любви и прочих чудесах» (2008)
- «Ясный сокол» (2012)
- «Шопен (цикл „Сказки старого пианино“)» (2014)
- «Данте. Беатриче» (2019)